# (33381) 1999 CD33
1999 CD33 (asteroide 33381) é um asteroide da cintura principal. Possui uma excentricidade de 0.22417790 e uma inclinação de 7.38032º.
Este asteroide foi descoberto no dia 10 de fevereiro de 1999 por LINEAR em Socorro.